# Centro Científico Tecnológico Córdoba
El Centro Científico Tecnológico Córdoba (CCT-Córdoba) es una organización regional de CONICET. Agrupa a 41 Unidades Ejecutoras (institutos) de CONICET en Córdoba y a 2 Unidades Asociadas. 

## Objetivos
Sus objetivos son:
- Representar al CONICET en la provincia de Córdoba
- Supervisar el cumplimiento de las normativas, convenios y compromisos del CONICET
- Coordinar el trabajo de las UE
- Brindar servicios de apoyo técnico y administrativo a las UE y a terceros
- Articular y mantener relaciones de cooperación y difusión con la comunidad

## Autoridades
- Directora: Dra. María Angélica Perillo
- Vicedirector: Dr. Adrián Carbonetti
- Consejo Directivo: formado por los directores de cada Unidad Ejecutora perteneciente al CCT-Córdoba

## Unidades ejecutoras
Está conformado por las siguientes Unidades Ejecutoras:
Córdoba
- Centro de Investigaciones y Estudios sobre Cultura  y Sociedad (CIECS)
- Centro Experimental de la Vivienda Económica (CEVE)
- Centro de Investigaciones en Bioquímica Clínica e Inmunología (CIBICI)
- Centro de Investigaciones en Ciencias de la Tierra (CICTERRA)
- Centro de Investigación y Estudios de Matemática de Córdoba (CIEM)
- Centro de Investigaciones Jurídicas y Sociales (CIJS)
- Centro de Investigaciones en Química Biológica de Córdoba (CIQUIBIC)
- Centro de Investigación y Tecnología Química (CITeQ)
- Centro de Investigación y Transferencia en Acústica (CINTRA)
- Instituto de Astronomía Teórica y Experimental (lATE)
- Instituto de Ciencia y Tecnología de Alimentos Córdoba (ICYTAC)
- Instituto de Antropología de Córdoba (IDACOR)
- Instituto de Diversidad y Ecología Animal (IDEA)
- Instituto de Humanidades (IDH)
- Instituto de Estudios Avanzados en Ingeniería y Tecnología (IDIT)
- Instituto de Estudios en Comunicación, Expresión y Tecnología (IECET)
- Instituto de Estudios Históricos (IEH)
- Instituto de Farmacología Experimental de Córdoba (IFEC)
- Instituto de Física Enrique Gaviola (IFEG)
- Instituto de Investigaciones Biológicas y Tecnológicas (IIBYT)
- Instituto Multidisciplinario de Biología Vegetal (IMBIV)
- Instituto de Investigaciones Psicológicas (IIPsi)
- Instituto de Investigaciones en Físicoquímica de Córdoba (INFIQC)
- Instituto de Investigaciones en Ciencias de la Salud (INICSA)
- Instituto de Ciencia y Tecnología de Alimentos Córdoba (ICYTAC)
- Instituto de Investigaciones en Ciencias de la Salud (INICSA)
- Instituto de Investigación Médica Mercedes y Martín Ferreyra (INIMEC)
- Instituto de Investigación y Desarrollo en Ingeniería de Procesos y Química Aplicada (IPQA)
- Instituto de Investigaciones en Recursos Naturales y Sustentabilidad José Sánchez Labrador S.J. (IRNASUS)
- Unidad de Estudios Agropecuarios (UDEA)
- Unidad de Fitopatología y Modelización Agrícola (UFYMA)
- Unidad de Investigación y Desarrollo en Tecnología Farmacéutica (UNITEFA)
- Unidad de Investigación y Desarrollo en Tecnología Farmacéutica (UNITEFA)

Río Cuarto
- Instituto de Ciencias de la Tierra, Biodiversidad y Sustentabilidad Ambiental (ICBIA)
- Instituto para el Desarrollo Agroindustrial y de la Salud (IDAS)
- Tecnologías Energéticas y Materiales Avanzados (IITEMA)
- Instituto de Investigación en Micología y Micotoxicología (IMICO)
- Instituto de Biotecnología Ambiental y Salud (INBIAS)
- Instituto de Ciencias Veterinarias (INCIVET)
- Instituto de Investigaciones Agrobiotecnológicas (INIAB)
- Instituto de Investigaciones Sociales, Territoriales y Educativas (ISTE)

Villa María
- Centro de Investigación y Transferencia Villa María (CIT-Villa María)

Unidades asociadas
- Área de Ciencia Sociales y Humanidades de la Universidad Católica de Córdoba